# 515 př. n. l.

## Události
- Židé v Jeruzalémě dokončili stavbu druhého chrámu.

## Hlavy států
Perská říše:
- Dareios I.